# Frederikshavn
Frederikshavn – miasto i siedziba gminy o tej samej nazwie w północnej Jutlandii w Danii (region Jutlandia Północna, d. okręg Nordjyllands Amt).
Miasto uzyskało prawa miejskie w roku 1818.

## Nazwa miasta
Frederikshavn oznacza w języku duńskim "port Fryderyka". Miasto zostało tak nazwane na cześć króla duńskiego Fryderyka VI. Oryginalna nazwa miasta to Fladstrand (duń. płaska plaża).

## Gospodarka
W mieście rozwinął się przemysł rybny, stoczniowy, maszynowy oraz chemiczny.

## Geografia
W mieście Frederikshavn klimat jest umiarkowanie ciepły. Ilość opadów w ciągu roku jest znacząca, średnio 620 mm rocznie. W skali Köppena i Geigera klimat jest opisywany jako Cfb (klimat oceaniczny). Średnia roczna temperatura to 7.7 °C.
Opady są najbardziej intensywne późnym latem i wczesną jesienią, szczególnie we wrześniu (69 mm) i październiku (72 mm). Najsuchszy jest koniec zimy, średnia opadów w lutym to 29 mm. Najcieplejszym miesiącem jest lipiec, z temperaturą 15.9 °C, w sierpniu jest to 15.8 °C. Zimą średnia temperatura spada poniżej zera, w lutym jest to -0.4 °C.

## Demografia
Według szacunków na 1 stycznia 2018 w mieście zamieszkiwało 23 423 ludzi. Od początku lat 90. aż do 2011 roku w mieście obserwowany był stały, choć niezbyt pokaźny spadek liczby ludności (z ponad 25 tys. do nieco powyżej 23 tys. mieszkańców). W latach 2011–2015 zaobserwowano jednak wzrost liczby ludności na poziomie +0,01%, zaś w latach 2016-2018 na poziomie +0,04%.
W 2018 większość populacji stanowili mężczyźni (51,6%). Osoby poniżej 18. roku życia stanowiły 18,5% mieszkańców, zaś osoby powyżej 65. roku życia – 24,2%.

## Transport
Frederikshavn ma połączenia promowe z Oslo i Larvikiem w Norwegii oraz z Göteborgiem w Szwecji.
W mieście znajduje się stacja kolejowa Frederikshavn.

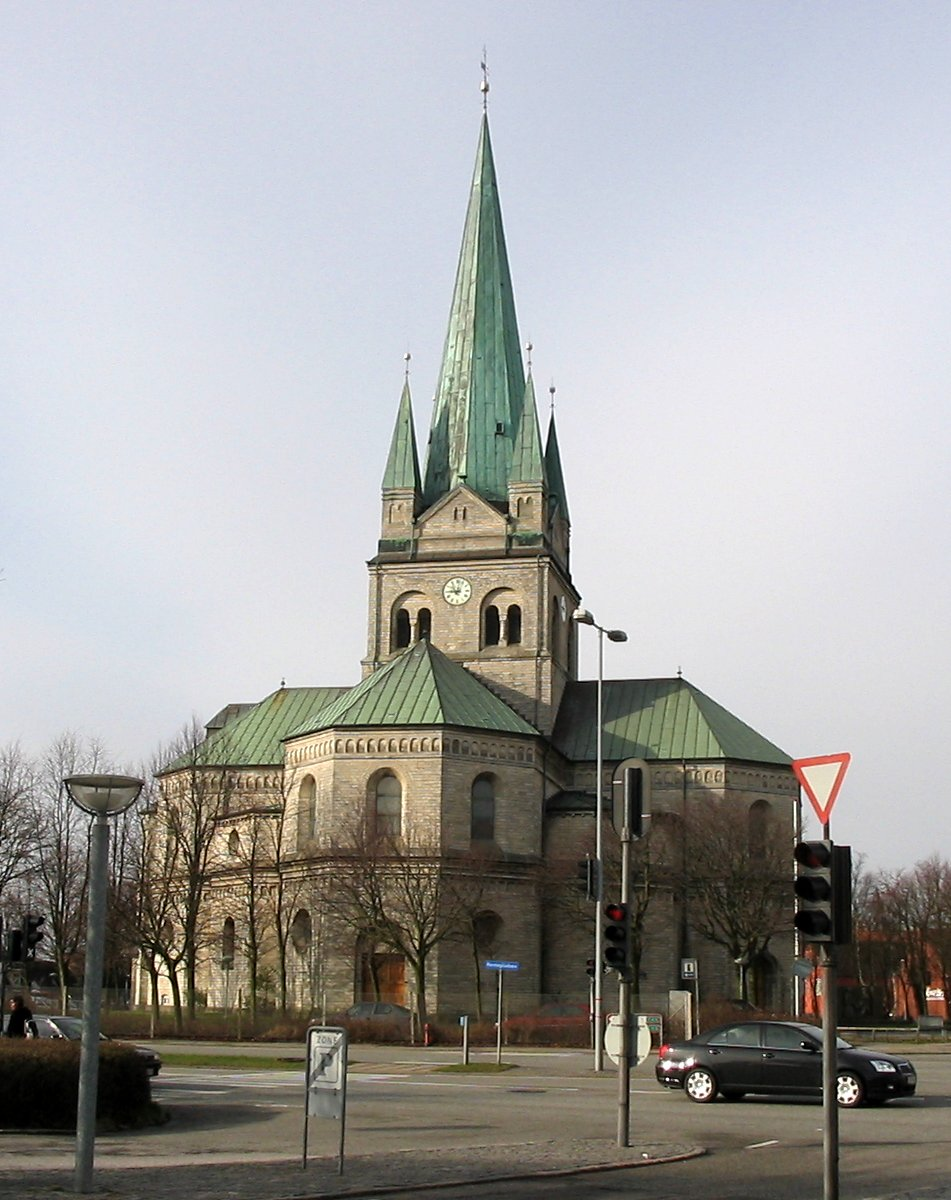
Katedra z 1890

## Sport
- Frederikshavn White Hawks – klub hokeja na lodzie

## Miasta partnerskie
- Borlänge, Szwecja
- Bremerhaven, Niemcy
- Frederikshåb, Grenlandia
- Larvik, Norwegia
- North Tyneside, Wielka Brytania
- Ryga, Łotwa
- Rovaniemi, Finlandia
- Vestmannaeyjar, Islandia